# Marisol Espinoza Cruz
Marisol Espinoza Cruz (Piura, 30 juli 1967) is een Peruviaans politicus. Sinds 2006 vertegenwoordigt ze haar regio Piura in het Peruviaanse congres. Tussen 2011 en 2016 was ze vicepresident van Peru.

## Levensloop
Espinoza studeerde van 1985 tot 1991 informatica en vrije kunsten aan de Universiteit van Piura. Van 1988 tot 1989 was ze stagiaire voor de lokale krant La Industria de Piura. In 1991 ging ze aan de slag als redacteur en verslaggever voor RBC Televisión 11 en van 1991 tot 1992 verzorgde ze het internationale nieuws voor América Televisión. In december 1992 vervolgde ze haar carrière bij de krant El Tiempo van Piura waar ze sinds 2002 de hoofdredactie kreeg over het economische nieuws.
Aan de Florida Internationale Universiteit en de Northwestern-universiteit deed ze een vervolgstudie en van 1999 tot 2000 deed ze verder nog een masterstudie in economie.
In januari 2005 sloot ze zich aan bij de politieke partij Unie voor Peru (UPP). Tijdens de verkiezingen van 2006 werd ze voor haar regio Piura gekozen in het Peruviaanse congres, waar ze sindsdien deel uitmaakt van de alliantie tussen de UPP en de Peruviaanse Nationalistische Partij. Sinds juli 2009 was ze de voorlichtster voor de nationalistische partijen in het congres.
Tijdens de verkiezingen van 2011 werd ze de running mate van Ollanta Humala voor Eerste Vicepresident van Peru op de lijst van Peru Wint. Ze wonnen deze verkiezingen met 51,5% van de stemmen, waarna ze op 28 juli 2011 vicepresident werd van Peru. Ze behield de functie tot 2016.